# December Wolves
December Wolves – amerykańska grupa muzyczna grająca black metal. Utworzona została w Bostonie, 1993 roku. Aktualnie na swoim koncie mają trzy albumy. Przyszłe projekty mają stylistycznie bardziej podchodzić pod eksperymentalny industrial post black metal.

## Muzycy

### Obecny skład zespołu
- Devon "Smails" - śpiew, sample
- Brian O'Blivion - gitara, gitara basowa

### Byli członkowie zespołu
- Brian Bergeron - gitara basowa, syntezator
- JaBa - perkusja, gitara
- Scott DeFusco - perkusja, gitara
- Tim Van Dono
- Jeff "Ffej" Beckwith - perkusja
- Mike "Ninkaszi" Beckwith - gitara basowa, śpiew

## Dyskografia
- Wolftread (Demo, 1994)
- ´Til Ten Years (1996)
- We Are Everywhere (Promo) (EP, 1997)
- Completely Dehumanized (1998)
- Blasterpiece Theatre (2002)